# Let's all chant
Let's all chant is een nummer en een single van Michael Zager Band. Het is afkomstig van hun album Let's all chant. De Michael Zager Band bestond eigenlijk alleen uit Michael Zager, Alvin Fields en Jerry Love. Het zou de enige hit van die band in Nederland en België zijn.

## Geschiedenis
Het idee voor het nummer kwam van muziekproducent Jerry Love. Love en Zager hadden net A & M Records verlaten. Het viel Love op dat er in de jaren 70 in de discotheken met name Studio 54 samenzang plaatsvond met termen als Oh-Ah etc. op de discoritmes. Het zou de participatie van de bezoekers stimuleren. Hij vond het een goed idee om op basis van dat gekreun een liedje te maken en schakelde Michael Zager in. Die zag er in eerste instantie niets in, maar kwam samen met Alvin Fields tot de volgende twee tekstregels:
- Ah-ah, eh-eh, let’s all chant
- Your body, my body, everybody work your body

Om het geheel wat meer inhoud te geven, schreef Zager een klassiek intermezzo met piccolotrompet, maar erg veel vertrouwen had hij er niet in. Pas toen het nummer was opgenomen in de Secret Sound Studio in Manhattan zag ook Zager het resultaat: I’m gonna kill you if this isn’t a hit! Tegen Fields.

## Versies
Er verschenen twee versies op de markt. De 7”- single haalde qua tijd slechts 3:04 (B-kant 2:50). De 12”- single gaf meer met 7:03 (en 7:01).

## Vervolg
Het werd een hit over de gehele wereld en werd daardoor ook opgenomen in andere kunstuitingen. Het was bijvoorbeeld te horen in de films Eyes of Laura Mars (1978) en latere films die teruggrijpen op de jaren '70, zoals The Last Days of Disco (1998). Ook de televisie liet zich niet onbetuigd. Het was te horen in diverse uitzendingen van Top of the Pops, waarbij bij gebrek aan een echte band Legs & Co. het nummer indanste. Zelfs in een van de afleveringen van Derrick (1978, seizoen 5; aflevering 12, Ute und Manuela) was het te beluisteren. Gedurende de jaren kwamen er covers en werd het nummer gesampled, maar het eerste succes werd nooit meer herhaald. Voor België is alleen de versie van DJ Gusto nog van belang.

## Hitnotering
Love en Zager kregen gelijk. Alhoewel het nergens een nummer-1 hit werd, belandde het na verloop van tijd in zo wat elke hitparade die er was te vinden. Door de bekendheid werd het een stijlicoon (binnen de disco) van die jaren. Zager dacht eerst nog dat het een doorsneehitje zou worden. In 1979 waren er meer dan 3.000.000 exemplaren de toonbank overgegaan, maar daarna bleef de verkoop doorgaan. Geschat wordt dat de verkopen opliepen tot ongeveer 5.000.000 exemplaren.
B-kant Love express haalde trouwens wel een nummer 1-positie, en wel in de Billboard Hot Dance Club Songs-lijst.
In België werd het van de nummer 1-positie afgehouden door John Travolta en Olivia Newton-John met hun You're the One That I Want.

### Nederlandse Top 40
Alarmschijf.
| Positie: | 38 | 18 | 15 | 10 | 8 | 5 | 4 | 4 | 8 | 11 | 16 | 27 | 40 | uit |

### NederlandseNationale Hitparade
| Positie: | 25 | 8 | 10 | 7 | 4 | 6 | 7 | 10 | 9 | 19 | 20 | 31 | 41 | uit |

### BelgischeBRT Top 30
| Positie: | 8 | 5 | 2 | 2 | 2 | 4 | 3 | 6 | 8 | 10 | 21 | 19 | 29 | uit |

### VlaamseUltratop 30
| Positie: | 26 | 11 | 4 | 2 | 2 | 2 | 3 | 3 | 4 | 8 | 8 | 12 | 15 | 22 | uit |

### NPO Radio 2 Top 2000
Let's all chant stond alleen in 1999 in de NPO Radio 2 Top 2000, op plek 1869.